# Taisa (Sołopowa)
Taisa, imię świeckie Marija Wasiljewna Sołopowa (ur. 1842 w Petersburgu, zm. 15 stycznia 1915 w Leuszynie) – rosyjska mniszka prawosławna, założycielka monasteru Narodzenia św. Jana Chrzciciela w Leuszynie, autorka żywotów świętych rosyjskich oraz poezji religijnej.

## Życiorys
Pochodziła z rodziny szlacheckiej Wasilija Wasiljewicza Sołopowa i jego małżonki Wiktoriji Dmitrijewny Puszkiny. Wykształcenie uzyskała w Pawłowskim Instytucie Szlachetnie Urodzonych Panien, który ukończyła w 1860. W czasie nauki postanowiła wstąpić do monasteru, według tradycji zainspirowana do tego kroku cudownym snem, w którym Jezus Chrystus osobiście ją pobłogosławił. Głęboko religijna, w okresie spędzonym w Instytucie nauczyła się na pamięć treści czterech Ewangelii. Początkowo matka dziewczyny nie popierała jej zamiarów, gdyż uważała, że Marija nie wytrwa w swoim postanowieniu. Po ukończeniu Instytutu przyszła mniszka spędziła rok w majątku rodzinnym w Abakonowie pod Borowiczami, a następnie w domu w Borowiczach, jaki otrzymała w spadku. Nawiązała tam kontakt z przełożonym monasteru Świętego Ducha w Borowiczach, a za jego pośrednictwem poznała archimandrytę Laurentego (Makarowa) z Świętojezierskiego Wałdajskiego Monasteru Iwerskiej Ikony Matki Bożej. Mnich ten stał się jej ojcem duchowym.
Przekonawszy ostatecznie matkę co do trwałości swojego powołania, Marija sprzedała swój majątek i w 1861 wstąpiła, za błogosławieństwem archimandryty Laurentego, do monasteru Wprowadzenia Matki Bożej do Świątyni w Tichwinie. W 1870 została mniszką riasoforną, przyjmując imię Arkadia. W 1872, za zgodą ojca duchowego, przeszła do Zwieryńskiego Monasteru Opieki Matki Bożej, gdzie przez kolejne sześć lat wykonywała obowiązki regentki chóru monasterskiego. W 1878 została przez władze cerkiewne przeniesiona do monasteru Ikony Matki Bożej „Znak” w Zwance, gdzie była ekonomką. Rok później złożyła wieczyste śluby mnisze, otrzymując przy postrzyżynach imię zakonne Taisa.
W 1881 z polecenia metropolity petersburskiego i ładoskiego Izydora objęła kierownictwo nad żeńską wspólnotą w Leuszynie, nieposiadającą jeszcze statusu monasteru. Początkowo, zniechęcona atmosferą i sporami panującymi we wspólnocie, miała zamiar z niej odejść. Ostatecznie jednak postanowiła w niej pozostać, jak sama wspominała – po kolejnym widzeniu Matki Bożej. W 1885 wspólnota uzyskała status monasteru pod wezwaniem Narodzenia św. Jana Chrzciciela, zaś mniszka Taisa została jej pierwszą przełożoną, otrzymując równocześnie godność ihumeni. W 1889 otrzymała synodalny krzyż napierśny, zaś w 1892 – złoty krzyż z ozdobami.
Od początku lat 90. XIX w. ihumenia Taisa kierowała klasztorem we współpracy z szanowanym w całej Rosji duchownym, Janem Kronsztadzkim, który został jej ojcem duchowym. We współpracy z nim ihumenia przyczyniła się do utworzenia nowych żeńskich monasterów: Zwiastowania w Woroncowie, Terapontowskiego, Zaśnięcia Matki Bożej w Parfienowie, pustelni nad Jeziorem Czarnym oraz Trójcy Świętej w Sinieziersku. Osobiście znała carycę Aleksandrę Fiodorowną, z którą w 1904 pozostawała w bliskich relacjach (caryca była głęboko religijna).
Monasterem w Leuszynie kierowała do śmierci w 1915. Została pochowana na terenie klasztoru, we wzniesionym przez siebie soborze Pochwały Matki Bożej. Jej grób uległ zniszczeniu razem z całym monasterem, zalanym w czasie tworzenia Zbiornika Rybińskiego w latach 1941-1946.
Z błogosławieństwa metropolity nowogrodzkiego Lwa corocznie odbywają się w październiku publiczne wykłady poświęcone postaci ihumeni Taisy.

## Twórczość
Ihumenia Taisa jest autorką wspomnień, zatytułowanych Kielejnyje zapiski oraz pouczeń przeznaczonych dla kandydatek do monasterów pt. Pis'ma k nowonaczalnoj inokinie. Na łamach pisma Kronsztadtskij pastyr' publikowała swoje wspomnienia o Janie Kronsztadzkim. Tworzyła również wiersze religijne, które publikowała w prasie prawosławnej.